# 생산직
생산직(生産職)은 해당 공장, 작업장, 업체, 공방 등에서 종사하며, 체력이 소모되는 단순 노동에 해당된다. 운전 업무도 육체노동으로 보기도 하지만 운전 직렬은 차량이라는 기계를 조작, 운용하는 일종의 특수 기능직으로 본다. 노동의 대명사로 여겨지나 월급과 연봉 등의 급여를 받고, 해당 업체와 공장, 작업장 등에서 지시하는 일을 수행하는 것이 노동으로, 생산직을 포함하는 포괄적인 의미이다.
열악한 처우와 산업재해 위험 등으로 기피되는 업종이며, 일부 선진국에서는 학력 평준화와 고학력화가 나타나면서 실직자, 무업자, 비구직자는 증가하는데도 생산직은 기피하는 현상이 나타났다.

## 종류
단순 생산, 프로그램이 입력된 기계 조작과 운반, 버튼 조작, 포장 등이 해당된다. 노동자라는 단어를 생산직에 한한 의미로 쓰지만, 생산직이 아닌 직종도 노동과 노동자에 해당된다.

## 개요
공장, 작업장, 업체, 공방 등에 고용되어 제품을 생산, 제작, 조립하거나 다듬는 등의 업무를 담당한다. 19세기 산업혁명 이전에는 생산직 직원이 직접 제품을 제조해야 하므로 투입 인력과 시간이 많이 걸렸으나, 산업혁명 이후로는 단기간 완성, 대규모 생산, 다량 생산 등이 가능해졌다. 그러나 기계에 의한 산업재해와 사상자 발생이 추가적으로 증가하였다.
20세기 이후 단순 생산직을 대신할 기계 생산, 다량 생산 등의 의미를 담은 생산자동화(Factory automation)라는 개념이 도입되었다. 산업혁명으로 기계가 도입되는 시점에 도입된 개념이지만, 그 의미가 명확하게 규정된 것은 1908년 미국 포드자동차가 개발한 자동차인 T 자동차의 생산과정에 1913년 자동 컨베이어 벨트를 이용한 대량생산 시스템이 도입되면서 생산자동화라는 단어가 확산되었다. 이후 2,100달러에 판매되던 종래의 자동차 가격은 825달러로 낮아졌고, T자동차가 1927년 단종될 때까지 연간 1500만 대를 생산하는 다량생산으로 바뀌게 되었다. 이는 컴퓨터의 발전과 용량, 속도 개선과 함께 사무자동화라는 개념의 등장으로 이어졌다.
체력이 소모되는 노동이라 산업혁명과 생산자동화의 개념이 도입되기 전에는 체력이 허약하거나 장애인이 근무하기 어려웠다. 그러나 자동화, 기계화가 도입되면서 일부 직종은 가벼운 장애인들도 버튼 조작, 포장 등의 업무를 수행할 수 있는 직종도 나타났다.
노동조합의 발전을 촉진시킨 직종도 생산직이었다. 생산직에서 주로 조직한 노동조합은 유럽권과 일본에서는 1960년대 아시아권에서는 1980년대, 한국에서는 1992년 이후 사무직과 다른 비생산직으로도 노동조합이 확산되었다.